# レジス・フィルビン
レジス・フランシス・ゼイビアー・フィルビン（英語: Regis Francis Xavier Philbin[ˈriːdʒɪs ˈfɪlbɪn]、1931年8月25日 - 2020年7月25日）は、アメリカ合衆国の歌手、コメディアン、俳優。
『ショービジネス界隈で最も働く男』とあだ名され、米国内のテレビ番組で最も多くの時間活動したというギネス世界記録の保持者でもあった。

## 生涯
ノートルダム大学を卒業後海軍に所属し、『ザ・トゥナイト・ショー』のページを担当したことをきっかけにテレビ業界に進出した。1967年に『ザ・ジョーイ・ビショップ・ショー』でジョーイ・ビショップの相方として、初めてネットワークテレビに登場した。1988年からニューヨークを拠点とする全国放送のトーク番組『ライブ！ウィズ・レジス＆キャシー・リー』の共同司会者として最も広く知られており、2001年に「ライブ！ウィズ・レジス＆ケリー」となり、2011年にフィルビンが去った後も『ライブ！ウィズ・ケリー』として継続した。また、1999-2000年の米国テレビシーズンにおいて最も視聴された米国版『フー・ウォンツ・トゥ・ビー・ア・ミリオネア』の司会者としてもよく知られている。フィルビンは、『ミリオンダラー・パスワード』や『アメリカズ・ゴット・タレント』の第1シーズンも司会していた。

## 書籍
- Philbin, Regis; Gifford, Kathie L.; Albright, Barbara (1993). Cooking with Regis & Kathie Lee. New York: Hyperion. ISBN 978-1-56282-752-6
- Philbin, Regis; Gifford, Kathie L.; Albright, Barbara (1994). Entertaining with Regis & Kathie Lee: Year-round Holiday Recipes, Entertaining Tips, and Party Ideas. New York: Hyperion. ISBN 978-0-7868-6067-8
- Philbin, Regis; Zehme, Bill (1995). I'm Only One Man!. New York: Hyperion. ISBN 978-0-7868-8911-2
- Philbin, Regis (1997). “Foreword”. In Faust, Gerry; Love, Steve. Gerry Faust: The Golden Dream. Champaign, Illinois: Sagamore Pub. ISBN 978-1-57167-118-9
- Philbin, Regis; Zehme, Bill (2000). Who Wants to Be Me?. New York: Hyperion. ISBN 978-0-7868-6739-4
- Philbin, Regis (2005). “Foreword”. In Langford, Jim; Langford, Jeremy. The Spirit of Notre Dame: Legends, Traditions, and Inspiration from One of America's Most Beloved Universities. New York: Doubleday. ISBN 978-0-8245-2542-2
- Philbin, Regis (2009). “Foreword”. In Lurie, Dan; Robson, David. Heart of Steel: The Dan Lurie Story. Bloomington, Indiana: AuthorHouse. ISBN 978-1-4343-8545-1
- Philbin, Regis (2011). How I Got This Way. It Books. ISBN 978-0-06-210975-0